# Strada statale 396 di Norcia
La ex strada statale 396 di Norcia (SS 396), ora strada regionale 396 di Norcia (SR 396) ad eccezione del tratto Serravalle-Circonvallazione di Norcia, riclassificato nell'itinerario della strada statale 685 delle Tre Valli Umbre, è una strada regionale italiana che si snoda in Umbria.

## Percorso
La strada ha origine distaccandosi dalla ex strada statale 320 di Cascia nei pressi di Serravalle, frazione di Norcia. Il suo percorso (lungo l'asse ovest-est) la porta a toccare le località di Villa di Serravalle e Casali di Serravalle, fino ad arrivare alle porte del centro abitato di Norcia dove incrocia la circonvallazione, per proseguire e terminare all'interno del paese stesso.
In seguito al decreto legislativo n. 112 del 1998, dal 2001 la gestione è passata dall'ANAS alla Regione Umbria che ha poi ulteriormente devoluto le competenze alla Provincia di Perugia, mantenendone comunque la titolarità. A seguito poi del D.P.C.M. del 23 novembre 2004, dal 4 settembre 2006 il tratto Serravalle-Circonvallazione di Norcia (dal km 0,000 al km 6,000) è stato inserito nella rete stradale di interesse nazionale come parte dell'itinerario della strada statale 685 delle Tre Valli Umbre e la gestione è tornata all'ANAS.